# Faro di Gedda
Il faro di Gedda (in arabo منارة جدة) è un faro costruito tra il 1987 e il 1990 situato nella città di Gedda, in Arabia Saudita. Con un'altezza di circa 133 m, è noto per essere il faro più alto del mondo. Si trova alla fine del molo esterno, sul lato nord dell'ingresso al porto di Gedda.